# Hemiaspis damelii
Hemiaspis damelii — вид отруйних змій родини аспідових (Elapidae). Ендемік Австралії. Вид названий на честь німецького ентомолога Едуарда Демеля.

## Поширення і екологія
Hemiaspis damelii поширені від центрального Нового Південного Уельсу на північ до Рокгемптона в Квінсленді. Вони живуть в сухих скелорофільних лісах і рідколіссях, на берегах водойм. Віддають перевагу місцевостям з важкими, глинистими, розтрісканими ґрунтами. Ведуть нічний спосіб життя. Живляться жабами, іноді дрібними сцинками. Яйцеживородні, народжують від 4 до 16 дитинчат.

## Збереження
МСОП класифікує цей вид як такий, що перебуває під загрозою зникнення. Hemiaspis damelii загрожує знищення природного середовища.